# Kohmi30th
『Kohmi30th』（こうみサァティエス）は、広瀬香美11枚目のベスト・アルバム。2022年11月30日に、ビクターエンタテインメントからリリースされた。

## 解説
広瀬香美のデビュー30周年記念ベストアルバム。ファン投票により選出された30曲に、新曲1曲(「プレミアムワールド」)を加えて収録。高音質にするため、SHM-CDでのリリース。ファン投票で選ばれた楽曲は新たにリマスター。ビクターオンラインストア限定BOX SETは3CD+初のLP付。初回限定盤BOX SETは3CD、通常盤は1CDのみ。本作品は、ファン投票により選出された曲を、上位から順に、収録されている。ビクターオンラインストア限定BOX SET、初回限定盤BOX SETには、ファン投票で選曲された30曲に加え、新曲1曲(「プレミアムワールド」)を加えて収録。また、特典として広瀬とデビューから苦楽を共にしたプロデューサー、田村充義氏との対談およびこれまでのリリース時に撮影された過去の写真をふんだんに掲載した100ページを超えるヒストリーブックを付属した。<さらに、ビクターオンラインストア限定BOX SETには、広瀬本人の選曲による初のLP盤2枚組と、広瀬本人の直筆サインが入った特製デザインサインカードを、LPサイズ豪華三方背ケースに収めたものも収録されている。通常盤には、ファン投票で選曲された30曲のうち、上位10曲と新曲1曲(「プレミアムワールド」)を加えて収録。

## 収録曲
- 全作詞・作曲：広瀬香美（※特記事項除く）

### CD 1
1. プレミアムワールド
ラップ詞：Tokiii
編曲：伊藤賢
新曲。アルバム初収録。
2. ロマンスの神様
編曲：小西貴雄・広瀬香美
3rdシングル、アルバム『SUCCESS STORY』より。
3. ブランケット　プリーズ
編曲：服部隆之
アルバム『Making My Life Better』より。ベストアルバム初収録。
4. promise
編曲：広瀬香美・本間昭光
11thシングル、アルバム『rhapsody』より。
5. ゲレンデがとけるほど恋したい
編曲：広瀬香美
7thシングル、アルバム『Love Together』より。
6. DEAR...again（Ver. 2.05）
編曲：広瀬香美・本間昭光
8thシングル、アルバム『welcome-muzik』より。
7. Search-Light
編曲：野崎貴潤
20thシングル
8. 愛があれば大丈夫
編曲：鷺巣詩郎
1stシングル、アルバム『GOOD LUCK!』より。
9. 日付変更線
編曲：村山晋一郎
24thシングル、アルバム『LOVEBIRD』より。
10. Venus Line
編曲：幕須介人、広瀬香美
新曲。アルバム初収録。
11. 君にセレナーデ
編曲：幕須介人
デビュー30周年記念ソング。アルバム初収録。

### CD 2　※＜初回限定盤BOX SET、ビクターオンラインストア限定BOX SETのみ＞
1. ストロボ
編曲：野崎貴朗
14thシングル、アルバム『Music D.』より。
2. 真冬の帰り道
編曲：広瀬香美・本間昭光
9thシングル、アルバム『welcome-muzik』より。
3. GIFT
編曲：井上ヨシマサ
25thシングル、アルバム『Gift+』より。
4. You're my hero
編曲：井上ヨシマサ
アルバム『And.Love.Again.』より。
5. 幸せをつかみたい
編曲：広瀬香美
5thシングル、アルバム『Harvest』より。
6. 愛はバラード
編曲：広瀬香美
6thシングル、アルバム『Love Together』より。
7. とろけるリズム
編曲：川嶋可能
26thシングル
8. 黄昏
編曲：h-wonder
21stシングル
9. Dear
編曲：服部隆之
アルバム『SUCCESS STORY』より。
10. 青い冬ハジマレ
編曲：宗本康兵
ベストアルバム『25thプレイリスト』より。

### CD 3　※＜初回限定盤BOX SET、ビクターオンラインストア限定BOX SETのみ＞
1. Groovy!
編曲：本間昭光・広瀬香美
13thシングル
2. 歌いたいわ
編曲：宗本康兵
ベストアルバム『THE BEST "1992-2018" + "雪"Setlist Non-Stop Mix』より。
3. 二人のBirthday
編曲：鷺巣詩郎
2ndシングル、アルバム『SUCCESS STORY』より。
4. サビよ来い
編曲：高橋圭一
アルバム『And.Love.Again.』より。ベストアルバム初収録。
5. ドラマティックに恋して
編曲：広瀬香美
4thシングル、アルバム『Harvest』より。
6. ピアニシモ
編曲：本間昭光・広瀬香美
12thシングル、アルバム『rhapsody』より。
7. ビバ☆クリスマス～君への贈り物
編曲：広瀬香美
26thシングルc/w、ベストアルバム初収録。
8. Tomorrow
編曲：広瀬香美
アルバム『SUCCESS STORY』より。
9. Message
編曲：広瀬香美
アルバム『And.Love.Again.』より。
10. The Shining Story
編曲：h-wonder
アルバム『LOVEBIRD』より。ベストアルバム初収録。